# کوزلوف (ناحیه ژدار ناد سازاوو)
کوزلوف (به چکی: Kozlov) یک منطقهٔ مسکونی در جمهوری چک است که در ناحیه ژدار ناد سازاووو واقع شده‌است. کوزلوف ۴٫۰۷ کیلومتر مربع مساحت و ۲۰۹ نفر جمعیت دارد و ۵۳۸ متر بالاتر از سطح دریا واقع شده‌است.